# 卡欣阿都阿兹
卡欣阿都阿兹，马来西亚政治人物，伊斯兰党籍，前雪兰莪州议会南柏再也议员 。

## 政治生涯
2008年3月8日，卡欣阿都阿兹于马来西亚第12届全国大选中胜出，当选为南柏再也州议员。